# An Treunen
An Treunen is een personage uit de Vlaamse politieserie Zone Stad dat werd gespeeld door Anne Mie Gils.

## Seizoen 1
An Treunen is de hoofdcommissaris van Zone Stad. Haar collega's noemen haar steevast d'n chief. Ze is gelukkig getrouwd met Roy en heeft twee dochters: Maaike en Saartje. Door haar drukke job als hoofdcommissaris kan ze echter niet vaak tijd vrijmaken voor haar gezin, en dat beseft ze zelf ook.
Het team wordt opgeroepen voor een aanrijding met vluchtmisdrijf. De slachtoffers blijken niemand minder dan Ans dochters Maaike en Saartje te zijn. Maaike overleeft het niet. Voor An is dit een zware klap. Commissaris Jacobs overtuigt, vooral in eigenbelang, An verlof te nemen om alles rustig te kunnen verwerken, en zo belandt hij tijdelijk op haar stoel. An keert echter al snel terug, maar blijkt het toch nog steeds niet gemakkelijk te hebben.
Op het einde van het seizoen wordt er een aanslag gepland op hoofdcommissaris Treunen. Wanneer ze samen met Roy thuis is, wordt er een bom in haar auto geplant. Roy stapt echter in de auto van An, samen met Dani en Tom, omdat An dan met Tom zijn dienstvoertuig naar het politiebal kan. Tom en Dani willen Roy naar de luchthaven brengen omdat zijn wagen in panne staat. Op het moment dat Tom de sleutel insteekt en contact maakt, hoort hij een geluid van een timer. Hij springt uit de wagen. Dani ook, maar voor Roy was het te laat. De deuren waren beveiligd met kinderslot, dus Roy kan niet ontsnappen uit de wagen voordat Tom kan reageren. An zag de explosie in haar achteruitkijkspiegel.

## Seizoen 2
Na de gebeurtenissen in de vorige reeks is hoofdcommissaris Treunen voor onbepaalde tijd op ziekteverlof. Commissaris Jacobs vervangt haar en voelt zich dan ook in zijn nopjes. Na een tijdje keert An echter terug naar het team.

## Seizoen 3
An komt te laat bij de aanstelling van de nieuwe korpschef, Frederik Speltinckx. Ze maakt dan ook meteen een slechte indruk op hem en hij wijst haar meteen met de vinger.
An heeft stilaan het verlies van haar dierbaren een plaats kunnen geven. Ze wordt verliefd op Stefaan Paulussen, de nieuwe onderzoeksrechter. In het begin voelt ze zich schuldig tegenover haar overleden echtgenoot Roy, maar uiteindelijk overtuigt haar dochter Saartje haar om het een kans te geven.

## Seizoen 4
Aan het begin van de reeks krijgt hoofdcommissaris Treunen korpschef Speltinckx over de vloer. Hij plaatst haar zonder grondige reden met onmiddellijke ingang over naar Zone Centrum. Met pijn in het hart neemt An afscheid van haar team. Dani, die pas benoemd is tot commissaris, volgt haar op.
Een tijdje later zien we An nog eens terug, op de begrafenis van Ivo.